# LIM2
LIM2‏ (Lens intrinsic membrane protein 2) هوَ بروتين يُشَفر بواسطة جين LIM2 في الإنسان.